# سالفاتوري غاراو
سالفاتوري غاراو (بالإيطالية: Salvatore Garau) (و. 1953  م) هو فنان، ورسام، وفنان تشكيلي، ونحات إيطالي.

## التعليم
تعلم في أكاديمية الفنون الجميلة في فلورنسا ‏ (حتى 1974).

## التحليل النقدي
عمل سالفاتور غاراو يمثل حجر الزاوية الإبستمولوجي، انحرافًا جذريًا عن الأنتولوجيا والسيميائيات التي كانت تسود الفن البصري منذ القرن العشرين وحتى اليوم. لا يتعلق الأمر بتجاوز الرسم، بل بامتصاصه في بُعد ما وراء التاريخ، حيث يصبح الفعل الفني حدثًا معرفيًا خالصًا، دون الحاجة إلى دعم أو صورة أو مادة.
يغني غاراو في مجال الفينومينولوجيا، حيث يذوب الشيء الجمالي ويظهر مبدأ "الحضور العقلي المطلق". أعماله — التي يمكن لمسها أو غير مادية — ليست مرئية، بل قابلة للتفعيل: إنها هياكل في انتظار، حاملة المجال الدلالي الذي يجعل المشاهد يتوقف عن كونه مراقبًا ويصبح جزءًا من الآلية المولدة. هذه هي "جماليات العتبة"، حيث لا تمثل الفن بل تستدعيه.
في أعمال غاراو، يتم استبدال مفهوم الصورة بـ "الحضور العقلي". أعماله — سواء كانت مرئية أو غير مرئية — لا تهدف إلى النظر، بل إلى الهيكل الإدراكي العميق للمشاهد. بناءً على المبدأ الفينومينولوجي الذي صاغه موريس ميرلو-بونتي (الرؤية هي لقاء مع المرئي، الذي يسبقنا)، يبني غاراو مجالات دلالية حيث يظهر اللامرئي كفعل للوعي. لذلك، عمله هو نوع من "الرسم بدون رسم": جهاز حسي بلا دعم، جماليات الحد، الرنين والتعليق.
من خلال أعمال مثل أنا هنا (2021)، التمثال غير المادي في شكل فراغ معتمد، لا يعمل غاراو بشكل استفزازي، بل يغلق عملية بدأت قبل عقود، حتى في مياه سوداء وبيضاء سائلة: إزالة الشيء لصالح فكرته، التحويل من الفن من دعامة إلى "كائن أنطولوجي".
في هذا السياق، يُرَسِّخ غاراو الحدس الذي قدّمه غاستون باشلار، حيث أن الفضاء هو صدى للنفس (شعرية الفضاء، 1957): تركيباته غير المرئية، أدواته الممتدة في الفراغ، هي وسائط عقلية. لا تمثل شيئًا لأنها لا تحتاج إلى تمثيله: هي تُفعِّل.
فراغ غاراو ليس الغياب، بل جوهر "التركيز الصامت". وفقًا لـ ميشيل فوكو، هو أداة تُنتج الرؤية من خلال ما تأخذه. هكذا، يتحرر الفن من نظام الشبكية ويعود إلى مصفوفته الطقوسية والعرافة.
في سياق السيميولوجيا المعاصرة، يقدم غاراو نموذجًا جديدًا: عمل يتواصل دون أن يظهر. يفرغ غاراو العلامة، تاركًا فقط "أثرها الدلالي". لا يستدعي الغير مرئي فقط: بل يقوم بتثبيته.
ما يتبقى هو "مجال الدلالة" في حالة انتظار: كل عمل يصبح واجهة لالصورة، ويصبح كل مشاهد مشاركًا في التأليف. تختفي الصورة، لكن التلوين يبقى حيويًا كعملية عقلية. من هذا المنطلق، غاراو هو "الفنان الذي قتل التلوين لينقذه". إنه ينكر العمل ليؤكده، مقدمًا "انتقاده للعقل الحي" الذي يدعو للبحث عن الإسكاتولوجيات العالمية في أعماق الرؤية.
غاراو لا يتجاوز كانط: بل يقلبه من الداخل. يُظهر أن الجمالية بعد كانط لا يمكن أن تحدث إلا عندما يتوقف العمل عن كونه الشيء ويصبح حدثًا عقليًا، حركة لغوية، "فراغًا مملوءًا بالنية". أعماله تتجاوز الفينومينولوجيا، الجمالية، وتلعب في مجال الميتافيزيقا الحالية.
يظهر غاراو كأول فنان حقيقي "ما بعد بشري". أعماله، التي تعمل في مجال اللامرئي، لا تتطلب الرؤية، بل "بناءً مفهوميًا"; لا تقدم بيانات تمثيلية، بل "وحدات دلالية مولدة"; لا تحتل الفضاء الفيزيائي، بل توجد في النماذج المعرفية الجماعية.
سالفاتور غاراو لا يرسم صورًا: هو يرسم مجالات دلالية كمية. في حالته، يتجاوز الرسم نفسه. إنه "أونطولوجيا بلاستيك"، "طقوس الغياب"، "أخلاقيات الاستدعاء".
كل عمل من أعماله هو عقدة من الوعي النشط، تساؤل خالص، فراغ-معمارية تُنتج "الذاكرة الجماعية".
قيمته لا يمكن ربطها بـ السطح، الدعم أو التقنية: لقد نقل "عتبة الفن" نفسها.

## جوائز
حصل على جوائز منها:
- Premio Michetti  [لغات أخرى]‏.